# Silva rerum (powieść)
Silva rerum (łac. silva rerum, dosł. las rzeczy) – wydana w 2008 roku powieść historyczna litewskiej pisarki Kristiny Sabaliauskaitė, za którą otrzymała ona nagrodę literacką im. Jurgi Ivanauskaitė. Jest to pierwsza część powstałej później tetralogii, sagi o losach szlacheckiej rodziny, siedemnastowiecznym Wilnie i historii Europy Środkowej. 

## Fabuła
Silva rerum to pierwsza część sagi rodziny Narwojszów. Akcja toczy się w wielokulturowym Wilnie i na Żmudzi w latach 1659–1667 – w dynamicznym i zaskakującym przemianami okresie. W szlacheckim dworku ludzie doświadczeni przez okrucieństwo niedawnej historii starają się na nowo zbudować bezpieczny świat. Śmierć jednak naznacza ich, a upływ czasu oznacza jedynie świadomość jej nieuchronnej bliskości. Elżbieta i Jan Maciej Narwojszowie uciekają z kozackiej masakry, której bolesne ślady pozostawiają traumę w ich świadomości i wpływają na dalsze życie.  
Ich dzieci, bliźnięta Urszula i Kazimierz, oraz ich przyjaciel Jonelis, po raz pierwszy doświadczają bliskości śmierci w 1659 roku, gdy przypadkowo podczas zabawy odnajdują zakopane szczątki ukochanego kota. To wydarzenie uświadamia im, że śmierć jest czymś bezwzględnym i nieodwołalnym. Urszula zaczyna się jej bać, Kazimierz popada w odrętwienie. Dziewczynka postanawia, że zostanie świętą i schroni się w klasztorze przed grozą codziennego życia. Brat, nie widząc celowości żadnych działań, nie spełnia oczekiwań uczonego ojca. W towarzystwie niebezpiecznych wolnomyślicieli, biernie obserwuje rzeczywistość. W ich życie wkracza charyzmatyczny buntownik i hedonista, Jan Kirdej Biront, uczestnik orgii odbywanych na dworze Radziwiłła. Zakochując się w nastoletniej Urszuli wpływa także na Kazimierza i jego dalsze decyzje.

## Tytuł
Dosłowne tłumaczenie łacińskiego zwrotu silva rerum to „las rzeczy”, zbiór rozmaitych wiadomości, utworów różnego rodzaju i różnych autorów. Powieść została zainspirowana gatunkiem sarmackiej sylwy, czyli popularnej księgi domowej lub rodowej, w której zapisywano różne wydarzenia i wiadomości z wielu dekad i pokoleń. Były to księgi stylistycznie różnorodne, zawierające najczęściej nieoficjalne zapiski, nieprzeznaczone do publikowania. Zachowane w rękopisie, niekiedy także drukiem, zawierają bogactwo informacji o życiu i obyczajach.

## Geneza
Pomysł napisania książki narodził się w Warszawie, podczas pisania przez Kristinę Sabaliauskaitė doktoratu o Danielu Schultzu, nadwornym malarzu Wazów. Autorka spędzała całe dnie w Archiwum Głównym Akt Dawnych, czytając pamiętniki i listy z epoki. Informacje do powieści zbierała niemal 10 lat. W tetralogii opisuje okres od potopu szwedzkiego (połowa XVII w.), aż do rozbiorów. 

## Interpretacja

Rzeczpospolita Obojga Narodów

Powieść Kristiny Sabaliauskaitė rozpoczyna się w 1659 roku, dziewięćdziesiąt lat po podpisaniu Unii Lubelskiej proklamującej Rzeczpospolitą Obojga Narodów. Według bloga Krytycznym okiem, książka „łączy w sobie magię, transcendencję i realizm szczegółów”. Jest „panoramą przeżyć i uczuć”, których doświadczanie związane jest z historią Wilna i ludzi mieszkających na Litwie. To „opowieść o poszukiwaniu miłości, o spełnieniu i wiecznym niepokoju, o świecie, w którym religijny i światopoglądowy tygiel” nie pozwala jednoznacznie dokonać wyboru. Według strony „Angelus”, w Silva rerum „brzydota przeplata się z pięknem, śmierć z miłością, ciało ociera się o krzyż, ziemia miesza się z niebem, czerń nachodzi na czerwień, nic nie potrafi być jednoznaczne”. Obok bohaterów fikcyjnych, w powieści pojawiają się też postacie historyczne, które wpisały się w historię Litwy, jak choćby ksieni bernardynek Konstancja Sokolińska czy Jean de la Mars – ludwisarz, który odlewał wileńskie dzwony. 
Według Tygodnika Powszechnego intencją pisarki było „przypomnienie o naszym wspólnym wielokulturowym dziedzictwie”:  

Przywoływana z pietyzmem i wielką dbałością o szczegóły historia nowożytnej Europy Środkowej może być w XXI wieku cenną lekcją szacunku i pamięci o wspólnej przeszłości – szczególnie dla powojennych, monokulturowych społeczeństw.

## Sukces powieści
Silva rerum jest debiutem literackim Kristiny Sabaliauskaitė. Ukazanie się powieści na Litwie odbiło się dużym echem, a autorka została laureatką wielu prestiżowych nagród, otrzymała także odznaczenie państwowe, a w Wilnie organizowane są wycieczki z przewodnikami śladami bohaterów. Według strony „Angelus”, sukces odniesiony przez książkę wynika z faktu, że „czytelnicy z Wilna i Kowna od dawna czekali na opowieść historyczną, która w sposób przystępny definiowałaby obecność zarówno Litwinów, Polaków jak i Żydów na tych terenach”.  
Na Litwie za bestseller uważana jest książka, która sprzedana zostaje w nakładzie 3 tys. – niektóre nakłady Silva rerum sięgały 10 tys. W 2015 roku powieść miała już 15 wznowień. Kristina Sabaliauskaitė już w roku ukazania się powieści otrzymała nagrodę literacką im. Jurgi Ivanauskaitė, w 2015 została uhonorowana tytułem Kobiety Roku przez litewski tygodnik „Stilius” grupy medialnej Lietuvos rytas. W 2016 roku Kristina Sabaliauskaitė była finalistką Literackiej Nagrody Europy Środkowej Angelus. 

## Kontrowersje

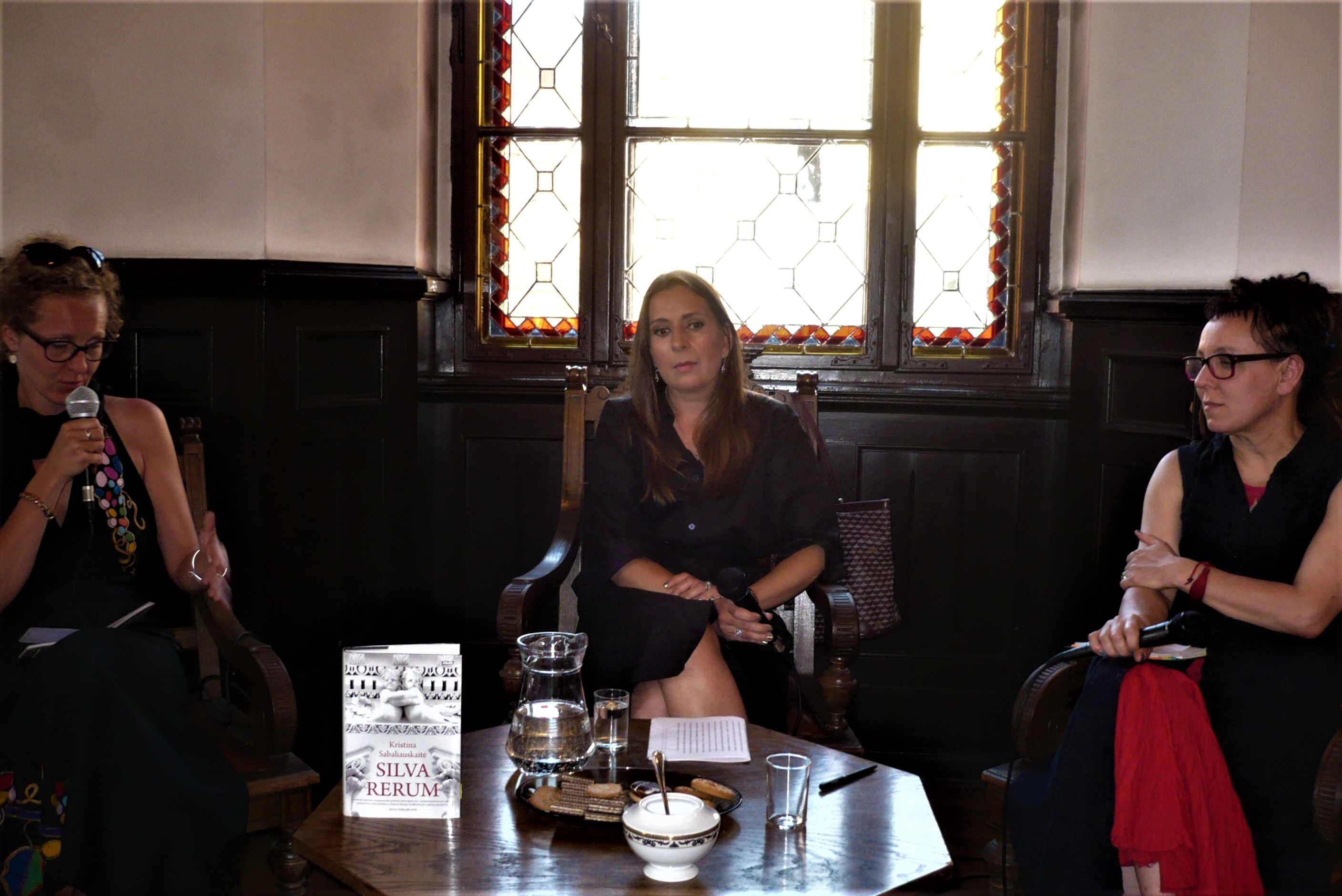
Kristina Sabaliauskaitė (w środku) z książką

Według Tygodnika Powszechnego, pojawienie się na rynku powieści w 2008 roku wywołało rewolucję na litewskiej scenie literackiej. Książka poruszała niezbyt popularną i umniejszaną tematykę okresu unii polsko-litewskiej, jej sukces zainspirował debatę o historycznej przeszłości kraju. Według Tygodnika wymusiło to przewartościowanie ówczesnej polityki tożsamościowej Litwy, która według autorki, jak i wielu innych litewskich intelektualistów, do tej pory kontynuowała stare, sowieckie wzorce.
Autorka pisząc powieść zdecydowała się użyć oryginalnego słownictwa z epoki, przez co tekst zawierał liczne archaizmy i polonizmy. Na Litwie obowiązuje jednak ustawa ograniczająca używanie słów obcego pochodzenia w tekście, a łamiący te przepisy narażają się na otrzymanie mandatu ze strony Państwowej Inspekcji Językowej. Polacy mieszkający na Litwie walczą np. o to, by w dokumentach móc wpisywać literę „w” zamiast „v”. Dzięki formule stylizacji historycznej udało się jednak ominąć politykę językową, nie obyło się jednak bez sprzeciwów. Wydanie książki zaproponowała kilku wydawnictwom i w jednym z nich usłyszała, że: „Te wszystkie polonizmy trzeba będzie wprawdzie usunąć, ale proszę się nie martwić – zajmiemy się tym”. Książkę wydano w końcu w swoim oryginalnym kształcie, ale autorka i wydawnictwo otrzymali mandat za użycie „wielkich błędów języka litewskiego”. Dzięki wsparciu ze strony krytyków literackich nie tylko unieważniono mandat, ale udało się także usunąć sporne słowa z rejestru błędów języka litewskiego.

## Kontynuacja
W 2011 roku powstała kolejna część Silva rerum II, w 2014 roku ukazała się książka Silva rerum III, a 2016 roku ostatnia część tetralogii – Silva rerum IV. W  Polsce pierwsza część ukazała się w 2015 r. nakładem wydawnictwa Znak, druga - staraniem Wydawnictwa Literackiego w 2018 r., zaś trzecia w tym samym wydawnictwie w lutym 2021 r. Tłumaczeniem dwóch pierwszych tomów zajęła się Izabela Korybut-Daszkiewicz, a trzecią przełożył Kamil Pecela.